# Tagoe Sisters
Tagoe Sisters là tên của một bộ đôi âm nhạc bao gồm cặp song sinh Lydia Dedei Yawson Nee Tagoe và Elizabeth Korkoi Tagoe. Họ đã hát trong ngành công nghiệp âm nhạc phúc âm từ năm 1983.

## Tuổi thơ
Lydia Dedei Yawson Nee Tagoe và Elizabeth Korkoi Tagoe, là anh em sinh đôi, được sinh ra từ cuối Hammond Ayikwei Tagoe và Madam Theresa Aidoo vào ngày 27 tháng 7 năm 1965. Cha của họ, Hammond Ayikwei Tagoe, đến từ Korle-Wokon, một vùng ngoại ô của Accra và mẹ của họ, Theresa Aidoo, đến từ Dunkwa-on-Offin ở khu vực miền Trung. Họ được học tại trường tiểu học và trung học Alogboshie, gần Achimota ở Accra. Sau đó, họ đã đến YMCA để học nghề may mặc, và sau đó từ bỏ để dấn thân vào ca hát.

## Sự nghiệp
Trong những ngày đầu khởi nghiệp, bộ đôi này đã làm việc trong một nhóm gồm ba người, với Hannah Tsia Mensah, được gọi là "Tôi là ba chị em".

## Phần thưởng và đề cử
| Năm  | Cơ quan                                              | Giải thưởng              | Công việc   | Kết quả  |
| ---- | ---------------------------------------------------- | ------------------------ | ----------- | -------- |
| 1990 | Hiệp hội phê bình và phê bình giải trí Ghana (ECRAG) | Album Tin Mừng hay nhất  | Ở trong tim | Đã thắng |
| 1994 | Hiệp hội phê bình và phê bình giải trí Ghana (ECRAG) | Album Tin Mừng hay nhất  | Manya Yesu  | Đã thắng |
| 1990 | Ủy ban giải thưởng Kitô giáo quốc gia                | Nhóm Tin Mừng nhất quán  |             | Đã thắng |
| 1996 | Gỗ mun                                               | Nghệ sĩ Phúc âm hay nhất |             | Đã thắng |
| 1997 | Giải thưởng âm nhạc Ghana                            | Nghệ sĩ nữ xuất sắc nhất |             | Đã thắng |
| 1997 | Giải thưởng âm nhạc Ghana                            | Album Tin Mừng hay nhất  | Anka Matete | Đã thắng |
| 1997 | Giải thưởng Konkoma                                  | Nghệ sĩ nữ xuất sắc nhất |             | Đã thắng |
| 1997 | Giải thưởng Konkoma                                  | Album Tin Mừng hay nhất  | Anka Matete | Đã thắng |
| 1998 | Giải thưởng thế giới bạn bè                          | Nhóm nhạc nữ của năm     |             | Đã thắng |
| 1998 | Giải thưởng thế giới bạn bè                          | Video âm nhạc của năm    | Anka Matete | Đã thắng |
| 1998 | Giải thưởng thế giới bạn bè                          | Nữ nghệ sĩ của năm       |             | Đã thắng |